# HD 126209
HD 126209，又名CP-76 826，SAO 257163、HR 5389，是一颗恒星，视星等为6.07，位于銀經308.6，銀緯-14.95，其B1900.0坐标为赤經14h 19m 2.4s，赤緯-76° -14.95′ 42″。